# Ameiva taeniura
Ameiva taeniura är en ödleart som beskrevs av  Cope 1862. Ameiva taeniura ingår i släktet Ameiva och familjen tejuödlor.

## Underarter
Arten delas in i följande underarter:
- A. t. taeniura
- A. t. aequorea
- A. t. azuae
- A. t. barbouri
- A. t. ignobilis
- A. t. meyerabichi
- A. t. navassae
- A. t. pentamerinthus
- A. t. regnatrix
- A. t. rosamondae
- A. t. tofacea
- A. t. vafra
- A. t. varica
- A. t. vulcanalis